# Serge Ubertì
Serge Ubertì (Aix-les-Bains, 1952 – Roma, 2 maggio 2018) è stato un artista francese di origini italiane.

## Biografia
Ubertì ha esposto le sue opere nelle boutique dello stilista Valentino in diversi paesi del mondo.

## Mostre personali
- 1985 “Peintures et sculptures” Fondation du Pioch Pelat, ARAC, Castelnau Le Lez
- 1986 “Combats” Club de la Presse, Montpellier
- 1987 “Romémoi” Club de la Presse, Montpellier
- 1988 “3 lithographies” avec l’Atelier Devreux Gerbaud
- 1989 “De par les ombres rituelles” Artothèque Sud de Nîmes
- 1990 “RomamoR” Fondation du Pioch Pelat, ARPAC, Castelnau le Lez
- 1992 “Cabateo” Galleria Arte San Lorenzo, Roma
- 1994 “Anne Simon invite” Montpellier
- 1995 “Sedie e stanze segrete” Fondation du Pioch Pelat, ARPAC, Castelnau le Lez
- 1996 “Archeologia del Contemporanea I” O Art Gallery Internet, Roma - “Archeologia del Contemporanea II” Galleria Lazzari, Roma
- 1997 “Idate 97” Montpellier - “Promenade Solitaire” O Art Gallery Internet, Roma - “Atelier aperto”
- 1998 “T.R.E” Rencontres méditerranéennes, Eglise des Pénitents, Aniane -“Centauri nelle stanze segrete” Teatro stanze segrete, Roma
- 1999 “Atelier ApertoII”
- 2000 “Il lungo cammino” Spazio Massenzio per l’Arte, Roma - “Barca, guardiano e stanze segrete” Galleria Fidia per l Argam 2000, Roma - “Il lungo cammino” Galleria Performance, Fabriano
- 2001 “Diciamo si al’arte” Sala DS, Roma - “Barche, centauri e guardiani in viaggio” Kauno Galerija, Kaunas, Lituania
- 2002 “Il costruttore della barca” Palazzo Dragonetti, L’Aquila
- 2003 “I costruttori della barca” Galleria Le Opere, Roma ; “Lotta per la Sedia” work in progress, La Casella, Ficulle; “Les constructeurs de la barque en voyage” Atelier d’Estienne, Espace d’Art Contemporain, Pont-Scorff
- 2004 “Atelier” presentazione del libro pubblicato dalla Ianuarte, Roma - “Sculture” Galleria Pancaldi Arte Contemporanea, Roma
- 2005 “Tribù” Centro Culturale, Roma - “Sedia nella stanza segreta” teatro Il Vascello, Roma
- 2006 “Presentazione del libro”Roma, complessità e armonia”di R.Schneider e di 6 carte ispirate dal libro, libreria Motamot, Roma - “Stanze votive” Galleria Lo Spazio, Pistoia - “Tribu” La Maison de l’eau, Allègres - “Scopriteli da soli” Galleria André, Roma
- 2007 “Tribù – Elementi di una storia” Gallerie Genus, San Benedetto del Tronto - “Peinture murale” dans la cadre “Aux Arts lycéens”Lycée Durzy, Montargis - “Convegno: L’Italia in fiamme”Sala delle Colonne Camera dei Deputati, Roma
- 2008 “Stanze votive” I pittori hanno incontrato la scrittura. Tuma’s Bar, Roma
- 2010 "Dalla Stanza votiva all'albero rituale" Galleria Incontro d'arte, Roma - "Albero rituale" Libreria Rinascita, Roma - "Barche" Mitreo-Iside, Corviale Roma - "Papiers peints" Studio legale Dike, curata da Francesca Barbi Roma
- 2011 "libagione" Ristoarte Il Margutta, Roma
- 2012 "Art-cheologia" a cura di Francesca Dell'Era, Sala Santa Rita, Roma
- 2013 "Barques, arbres rituels et tombes, éléments d'une tribu" Arpac, Castelnau le Lezl
- 2016 "Linea di confine" galleria Pancaldi arte contemporanea, Roma; "Connecting the cultures-Windows on the world" Collaborazione con la Maison Valentino e Carmen. - Moreno per le sue vetrine di Roma, Milano, Parigi, Londra, New-York, Hong-Kong.p -"Au delà du bois des ombres" organisée parPatrick Vaissier, Galerie 13, Montpellier
- 2017 "Fuori dall'atelier" da Laura, dialogo con Marco Capriotti. Roma - Sabine Pocard et Serge Uberti à la galerie Lillebonne, Nancy.